# Algebra zewnętrzna
Iloczyn zewnętrzny – konstrukcja algebraiczna używana w geometrii do badania powierzchni, objętości i ich analogów w wyższych wymiarach. Iloczyn zewnętrzny dwóch wektorów {\displaystyle \mathbf {u} } oraz {\displaystyle \mathbf {v} ,} oznacza się symbolem {\displaystyle \mathbf {u} \land \mathbf {v} } i nazywa się biwektorem; biwektor leży w przestrzeni zwanej zewnętrznym kwadratem, która jest przestrzenią inną niż oryginalna przestrzeń wektorowa. Wartość iloczynu jest równa powierzchni równoległoboku o bokach {\displaystyle u} oraz {\displaystyle v.} W trzech wymiarach można ją obliczyć jako wartość iloczynu wektorowego wektorów {\displaystyle \mathbf {u} } oraz {\displaystyle \mathbf {v} .}
Podobnie jak iloczyn wektorowy, iloczyn zewnętrzny jest antyprzemienny, tj. {\displaystyle \mathbf {u} \land \mathbf {v} =-(\mathbf {v} \land \mathbf {u} ).} W odróżnieniu jednak od iloczynu wektorowego iloczyn zewnętrzny jest łączny, tj. {\displaystyle (\mathbf {u} \land \mathbf {v} )\land \mathbf {w} =\mathbf {u} \land (\mathbf {v} \land \mathbf {w} ).}
Biwektor można wyobrazić sobie jako rodzinę równoległoboków leżących w tej samej płaszczyźnie, mających tę samą powierzchnię i tę samą orientację – zgodną lub przeciwną do ruchu wskazówek zegara.
Z definicji wynika, że np.
{\displaystyle \mathbf {u} \land \mathbf {v} =0,}
jeżeli wektory {\displaystyle u,v} są równoległe.

## Przykład

### Pole elementu na płaszczyźnie
(1) Płaszczyzna {\displaystyle \mathbf {R} ^{2}} jest przestrzenią wektorową 2-wymiarową, której bazę stanowi para wektorów
{\displaystyle \mathbf {e} _{1}={\begin{bmatrix}1\\0\end{bmatrix}},\quad \mathbf {e} _{2}={\begin{bmatrix}0\\1\end{bmatrix}}.}
Niech dane będą dwa wektory {\displaystyle \mathbf {R} ^{2}}
{\displaystyle \mathbf {v} ={\begin{bmatrix}a\\b\end{bmatrix}}=a\mathbf {e} _{1}+b\mathbf {e} _{2},\quad \mathbf {w} ={\begin{bmatrix}c\\d\end{bmatrix}}=c\mathbf {e} _{1}+d\mathbf {e} _{2},}
które wyznaczają równoległobok, mający {\displaystyle \mathbf {v} } oraz {\displaystyle \mathbf {w} } jako boki. Powierzchnia tego równoległoboku dana jest wyrażeniem
{\displaystyle {\text{Area}}={\big |}\det {\begin{bmatrix}\mathbf {v} &\mathbf {w} \end{bmatrix}}{\big |}=\left|\det {\begin{bmatrix}a&c\\b&d\end{bmatrix}}\right|=\left|ad-bc\right|.}
(2) Obliczmy teraz iloczyn zewnętrzny wektorów {\displaystyle \mathbf {v} } oraz {\displaystyle \mathbf {w} {:}}
{\displaystyle {\begin{aligned}\mathbf {v} \wedge \mathbf {w} &=(a\mathbf {e} _{1}+b\mathbf {e} _{2})\wedge (c\mathbf {e} _{1}+d\mathbf {e} _{2})\\&=ac\mathbf {e} _{1}\wedge \mathbf {e} _{1}+ad\mathbf {e} _{1}\wedge \mathbf {e} _{2}+bc\mathbf {e} _{2}\wedge \mathbf {e} _{1}+bd\mathbf {e} _{2}\wedge \mathbf {e} _{2}\\&=\left(ad-bc\right)\mathbf {e} _{1}\wedge \mathbf {e} _{2}\end{aligned}}}
– w pierwszym kroku wykorzystane zostało prawo rozdzielności iloczynu zewnętrznego, a ostatni etap używa faktu, że {\displaystyle \mathbf {e} _{2}\land \mathbf {e} _{1}=-(\mathbf {e} _{1}\land \mathbf {e} _{2}).} (Wynika stąd np. że {\displaystyle \mathbf {e} _{1}\wedge \mathbf {e} _{1}=\mathbf {e} _{2}\wedge \mathbf {e} _{2}=0}). Współczynnik w ostatnim wyrażeniu jest równy wyznacznikowi macierzy {\displaystyle [\mathbf {v\ w} ].} Fakt, że może być on dodatni lub ujemny oznacza, że zależy on od kolejności mnożonych wektorów {\displaystyle \mathbf {v} } oraz {\displaystyle \mathbf {w} ,} która to kolejność może wyznaczać obrót zgodny ze wskazówkami zegara lub przeciwny. Taka powierzchnia nazywa się powierzchnią zorientowaną: wartość iloczynu jest równa wielkości powierzchni, zaś znak określa orientację.
Jeżeli {\displaystyle A(\mathbf {v,w} )} jest powierzchnią zorientowaną, rozpiętą przez wektory {\displaystyle \mathbf {v} } oraz {\displaystyle \mathbf {w} ,} to {\displaystyle A} ma następujące właściwości:
1. {\displaystyle A(j\mathbf {v} ,k\mathbf {w} )=jkA(\mathbf {v} ,k\mathbf {w} )} dla dowolnych liczb rzeczywistych {\displaystyle j} oraz {\displaystyle k,} ponieważ przeskalowując boki zmieniamy wielkość równoległoboku, jak również orientację – gdy mnożymy wektor przez liczbę ujemną.
2. {\displaystyle A(\mathbf {v,v} )=0,} ponieważ powierzchnia zdegenerowanego równoległoboku jest równa 0.
3. {\displaystyle A(\mathbf {w,v} )=-A(\mathbf {v,w} ),} ponieważ zmiana kolejności wektorów ma zmieniać znak.
4. {\displaystyle A(\mathbf {v} +j\mathbf {w} ,\mathbf {w} )=A(\mathbf {v} ,\mathbf {w} )} dla dowolnych {\displaystyle j,} ponieważ dodanie wielokrotności wektora {\displaystyle \mathbf {w} } do {\displaystyle \mathbf {v} } nie zmienia ani podstawy, ani wysokości równoległoboku – w efekcie zachowuje powierzchnię.
5. {\displaystyle A(\mathbf {e} _{1},\mathbf {e} _{2})=1,} ponieważ wielkość jednostkowego kwadratu jest równa 1.

W pewnym sensie iloczyn zewnętrzny uogólnia pojęcie powierzchni, gdyż pozwala porównywać powierzchnie dowolnych elementów w przestrzeni np. z powierzchnią jednostkowego kwadratu. Innymi słowy:
Iloczyn zewnętrzny daje niezależne od układu współrzędnych pojęcie pola powierzchni oraz metodę jej obliczania.

## Iloczyn zewnętrzny
Iloczyn zewnętrzny jest działaniem służącym do tworzenia wielowektorów. Działanie to jest
- liniowe: {\displaystyle \mathbf {u} \wedge (\alpha \mathbf {v} +\beta \mathbf {w} )=\alpha \mathbf {u} \wedge \mathbf {v} +\beta \mathbf {u} \wedge \mathbf {w} ,}
- łączne: {\displaystyle (\mathbf {u} \wedge \mathbf {v} )\wedge \mathbf {w} =\mathbf {u} \wedge (\mathbf {v} \wedge \mathbf {w} )=\mathbf {u} \wedge \mathbf {v} \wedge \mathbf {w} ,}
- alternujące: {\displaystyle \mathbf {u} \wedge \mathbf {v} =-\mathbf {v} \wedge \mathbf {u} ,\quad \mathbf {u} \wedge \mathbf {u} =0,}

gdzie {\displaystyle \mathbf {u} ,} {\displaystyle \mathbf {v} } oraz {\displaystyle \mathbf {w} } są wektorami w {\displaystyle V,} zaś {\displaystyle \alpha ,\ \beta } to skalary.
Iloczyn {\displaystyle p} wektorów jest nazywany wielowektorem stopnia p lub p-wektorem. Maksymalny stopień wielowektorów jest równy wymiarowi przestrzeni wektorowej {\displaystyle V.}
Liniowość iloczynu zewnętrznego pozwala definiować wielowektory jako kombinacje liniowe wielowektorów bazowych. Jest {\displaystyle {\tbinom {n}{p}}} p-wektorów {\displaystyle w} {\displaystyle n}-wymiarowej przestrzeni wektorowej

## Wielowektor
Wielowektor (zwany liczbą Clifforda) jest podstawowym elementem algebry zewnętrznej. Jeżeli {\displaystyle V} jest przestrzenią n-wymiarową, to k-wektorem nazywa się obiekt o postaci
{\displaystyle v_{1}\wedge \cdots \wedge v_{k},}
gdzie {\displaystyle v_{1},\dots ,v_{k}} są wektorami w przestrzeni {\displaystyle V.}